# Микеле Антонио (маркграф Салуццо)
Микеле Антонио дель Васто (итал. Michele Antonio del Vasto; 26 марта 1495 — 18 октября 1528, Аверса) — маркграф Салуццо с 1504 года.

## Биография
Старший сын Людовико II ди Салуццо и Маргариты де Фуа-Кандаль. В качестве наследника престола носил титул графа Карманьолы.
Участвовал в Итальянских войнах, отличился в битве при Павии (1525 год).
В битве при Аверсе потерпел поражение от испанцев. Здание, где он находился, подверглось артиллерийскому обстрелу, и Микеле Антонио был смертельно ранен пушечным ядром. Согласно завещанию, его тело было похоронено в церкви Санта-Мария-ин-Арачели в Риме, а сердце — в Пьемонте.